# 다마바야시 무쓰미
다마바야시 무쓰미(일본어: 玉林 睦実, 1984년 10월 12일 ~ )는 일본의 축구 선수이다.

## 구단 경력
그는 2009년부터 2019년까지 J리그의 파지아노 오카야마, 마쓰모토 야마가 FC, 에히메 FC에서 활동하였다.